# Stäppfingersvamp
Stäppfingersvamp (Ramaria roellinii) är en svampart som beskrevs av Schild 1978. Enligt Catalogue of Life ingår Stäppfingersvamp i släktet Ramaria,  och familjen Gomphaceae, men enligt Dyntaxa är tillhörigheten istället släktet Ramaria,  och familjen Ramariaceae. Arten är reproducerande i Sverige. Inga underarter finns listade i Catalogue of Life.